# Спарфлоксацин
Спарфлоксацин — антибіотик з групи фторхінолонів ІІІ покоління для перорального застосування. Даний антибіотик має суперечливий профіль безпеки, у зв'язку з чим застосування його обмежене.

## Фармакологічні властивості
Спрарфлоксацин — синтетичний антибіотик з групи фторхінолонів ІІІ покоління. Діє бактерицидно, порушуючи синтез ДНК в бактеріальній клітині. Препарат має широкий спектр антибактеріальної дії. До спарфлоксацину чутливі такі збудники : стафілококи; стрептококи, у тому числі пневмококи, сальмонели, шиґели; Escherichia coli; Enterobacter spp., Serratia spp., Acinetobacter spp.; нейсерії; туберкульозна паличка; хламідії; Haemophilus spp., мікоплазми; легіонелли. Малочутливою до спарфлоксацину є бліда спірохета.

### Фармакодинаміка
Спарфлоксацин добре всмоктується з шлунково-кишкового тракту, біодоступність препарату — близько 90%. Всмоктування і розподіл препарату в організмі відбувається повільно, максимальна концентрація в крові спарфлоксацину досягається протягом 3-6 годин. Препарат добре розподіляється у більшості тканин і рідин організму. Спарфлоксацин проникає через гематоенцефалічний бар'єр. Спарфлоксацин проникає через плацентарний бар'єр і виділяється в грудне молоко. Метаболізується препарат в печінці шляхом зв'язування з глюкуроновою кислотою. Виводиться спарфлоксацин з організму з калом і сечею. Період напіввиведення спарфлоксацину може досягати 20 годин і є найдовшим серед фторхінолонів.

## Показання до застосування
Спарфлоксацин застосовується при інфекціях, викликаними мікроорганізмами, чутливими до препарату, а саме: інфекції дихальних шляхів(загострення хронічного бронхіту, пневмонії), інфекції ЛОР-органів, інфекції шкіри і м'яких тканин, неускладнені інфекції сечовидільних шляхів(в тому числі гонококові і негонококові уретрити у чоловіків).

## Побічна дія
При застосуванні спарфлоксацину можливі наступні побічні ефекти:
- Алергічні реакції — висипання на шкірі, свербіж шкіри, кропив'янка, набряк Квінке, синдром Стівенса-Джонсона, синдром Лаєлла, анафілактичний шок, петехії, фотодерматоз (найчастіше з усіх фторхінолонів — 7,9% згідно даних клінічних досліджень).
- З боку травної системи — нудота, блювота, біль в животі, запор, діарея, стоматит, кандидоз ротової порожнини, ґлосит, псевдомембранозний коліт, холестатична жовтяниця, некроз печінки.
- З боку нервової системи — головний біль, запаморочення, парестезії, безсоння, тремор, галюцинації, амнезія, шум у вухах, судоми, психози, підвищення внутрішньочерепного тиску.
- З боку опорно-рухової системи — артралгії, артрит, міалгія, подагра, тендініт, розрив сухожиль.
- З боку дихальної системи — задишка, фарингіт, пневмонія, бронхіт, кровохаркання, посилення кашлю, дихальна недостатність.
- Зі сторони серцево-судинної системи — серцебиття, аритмія, стенокардія, миготлива аритмія, брадикардія, гіпотензія, тромбоз церебральних артерій, атріовентрикулярна блокада,, вазоділятація, крововиливи. При застосуванні спарфлоксацину спостерігається також подовження інтервалу QT на ЕКГ (до 3% пацієнтів при проведенні клінічних досліджень).[3]
- Зі сторони сечовидільної системи — ниркова недостатність, кристалурія.
- Зміни в лабораторних аналізах — еозинофілія, лейкопенія, гранулоцитопенія, анемія, лейкоцитоз, тромбоцитопенія, гіпопротромбінемія, агранулоцитоз, панцитопенія, збільшення рівня креатиніну і сечовини в крові, збільшення рівня білірубіну в крові, підвищення рівня активності трансаміназ і лужної фосфатази в крові, гіперглікемія.

## Протипокази
Спарфлоксацин протипоказаний при підвищеній чутливості до фторхінолонів, дефіциті глюкозо-6-фосфатдегідрогенази, вагітність та годування грудьми, епілепсія, важка ниркова недостатність, подовження інтервалу QT на ЕКГ, прийом протиаритмічних препаратів.

## Форми випуску
Спарфлоксацин випускається у вигляді таблеток по 0,2 г.